# Liparetrus micros
Liparetrus micros är en skalbaggsart som beskrevs av Britton 1980. Liparetrus micros ingår i släktet Liparetrus och familjen Melolonthidae. Inga underarter finns listade i Catalogue of Life.